# Halové mistrovství Evropy v atletice 1979

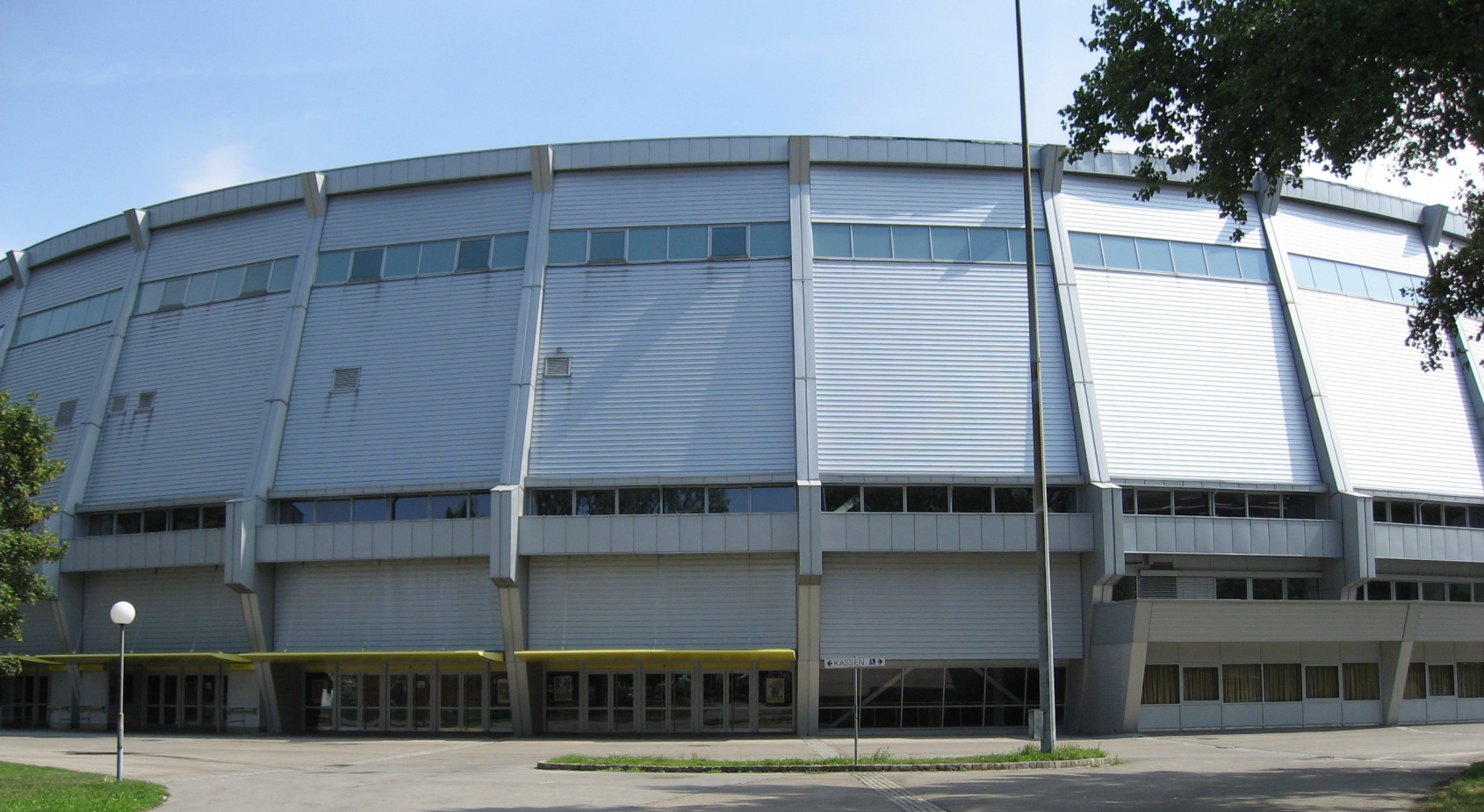
Hala Ferry-Dusika

10. Halové mistrovství Evropy v atletice se odehrávalo ve dnech 24. února – 25. února 1979 v hlavním městě Rakouska, ve vídeňské hale Ferry-Dusika. V téže hale bylo později pořádáno také halové ME v roce 2002. Vídeň hostila tento šampionát již v roce 1970 v městské hale Wiener Stadthalle. Tehdy se šampionát konal vůbec poprvé, kdy nahradil tehdejší Evropské halové hry. Na tomto HME padlo pět nových rekordů šampionátu.

## Medailisté

### Muži
| Soutěž        | Zlato                        | Stříbro                   | Bronz                      |
| ------------- | ---------------------------- | ------------------------- | -------------------------- |
| 60 m          | Marian Woronin 6,57          | Leszek Dunecki 6,62       | Petar Petrov 6,63          |
| 400 m         | Karel Kolář 46,21            | Stefano Malinverni 46,59  | Horia Toboc 46,86          |
| 800 m         | Antonio Páez 1:47,4          | Binko Kolev 1:47,8        | András Paróczai 1:48,2     |
| 1500 m        | Eamonn Coghlan 3:41,8        | Thomas Wessinghage 3:42,2 | John Robson 3:42,8         |
| 3000 m        | Markus Ryffel 7:44,43        | Christoph Herle 7:45,44   | Alexandr Fedotkin 7:45,50  |
| 60 m př.      | Thomas Munkelt 7,59          | Arto Bryggare 7,67        | Eduard Pereverzev 7,70     |
| Skok do výšky | Vladimir Jaščenko 2,26 m     | Gennadij Belkov 2,26 m    | André Schneider 2,24 m     |
| Skok o tyči   | Władysław Kozakiewicz 5,58 m | Konstantin Volkov 5,45 m  | Vladimir Trofimenko 5,45 m |
| Skok daleký   | Vladimir Cepeljov 7,88 m     | Valerij Pidlužnyj 7,86 m  | Lutz Franke 7,80 m         |
| Trojskok      | Gennadij Valjukevič 17,02 m  | Anatolij Piskulin 16,97 m | Jaak Uudmäe 16,91 m        |
| Vrh koulí     | Reijo Ståhlberg 20,47 m      | Geoffrey Capes 20,23 m    | Volodimir Kiseljov 20,01 m |

### Ženy
| Soutěž        | Zlato                       | Stříbro                     | Bronz                     |
| ------------- | --------------------------- | --------------------------- | ------------------------- |
| 60 m          | Marlies Göhrová 7,16        | Marita Kochová 7,19         | Ludmila Storožkovová 7,22 |
| 400 m         | Verona Elderová 51,80       | Jarmila Kratochvílová 51,81 | Karoline Käferová 51,90   |
| 800 m         | Nikolina Šterevová 2:02,6   | Anita Margová 2:02,9        | Fița Lovinová 2:03,1      |
| 1500 m        | Natalia Marasescuová 4:03,5 | Zamira Zajcevová 4:03,9     | Světlana Guskovová 4:07,4 |
| 60 m př.      | Danuta Perkaová 7,95        | Grażyna Rabsztynová 8,00    | Nina Morgulinová 8,09     |
| Skok do výšky | Andrea Mátayová 1,92 m      | Urszula Kielanová 1,85 m    | Ulrike Meyfarthová 1,80 m |
| Skok daleký   | Siegrun Sieglová 6,70 m     | Jarmila Nygrýnová 6,42 m    | Lena Johanssonová 6,27 m  |
| Vrh koulí     | Ilona Slupianeková 21,01 m  | Marianne Adamová 20,11 m    | Judy Oakesová 15,66 m     |

## Medailové pořadí
| Umístění | Stát                       | Zlato | Stříbro | Bronz | Celkem |
| -------- | -------------------------- | ----- | ------- | ----- | ------ |
| 1.       | NDR                        | 4     | 3       | 1     | 8      |
| 2.       | Sovětský svaz              | 3     | 5       | 8     | 16     |
| 3.       | Polsko                     | 3     | 3       | 0     | 6      |
| 4.       | Československo             | 1     | 2       | 0     | 3      |
| 5.       | Velká Británie             | 1     | 1       | 2     | 4      |
| 6.       | Bulharská lidová republika | 1     | 1       | 1     | 3      |
| 7.       | Finsko                     | 1     | 1       | 0     | 2      |
| 8.       | Rumunsko                   | 1     | 0       | 2     | 3      |
| 9.       | Maďarsko                   | 1     | 0       | 1     | 2      |
| 10.      | Irsko                      | 1     | 0       | 0     | 1      |
| 10.      | Španělsko                  | 1     | 0       | 0     | 1      |
| 10.      | Švýcarsko                  | 1     | 0       | 0     | 1      |
| 13.      | Západní Německo            | 0     | 2       | 2     | 4      |
| 14.      | Itálie                     | 0     | 1       | 0     | 1      |
| 15.      | Rakousko                   | 0     | 0       | 1     | 1      |
| 15.      | Švédsko                    | 0     | 0       | 1     | 1      |